# Aéroport de Homiel
L'aéroport de Homiel/Gomel  est en Biélorussie située dans le voblast de Homiel, à 3 km de la ville de Gomel. 

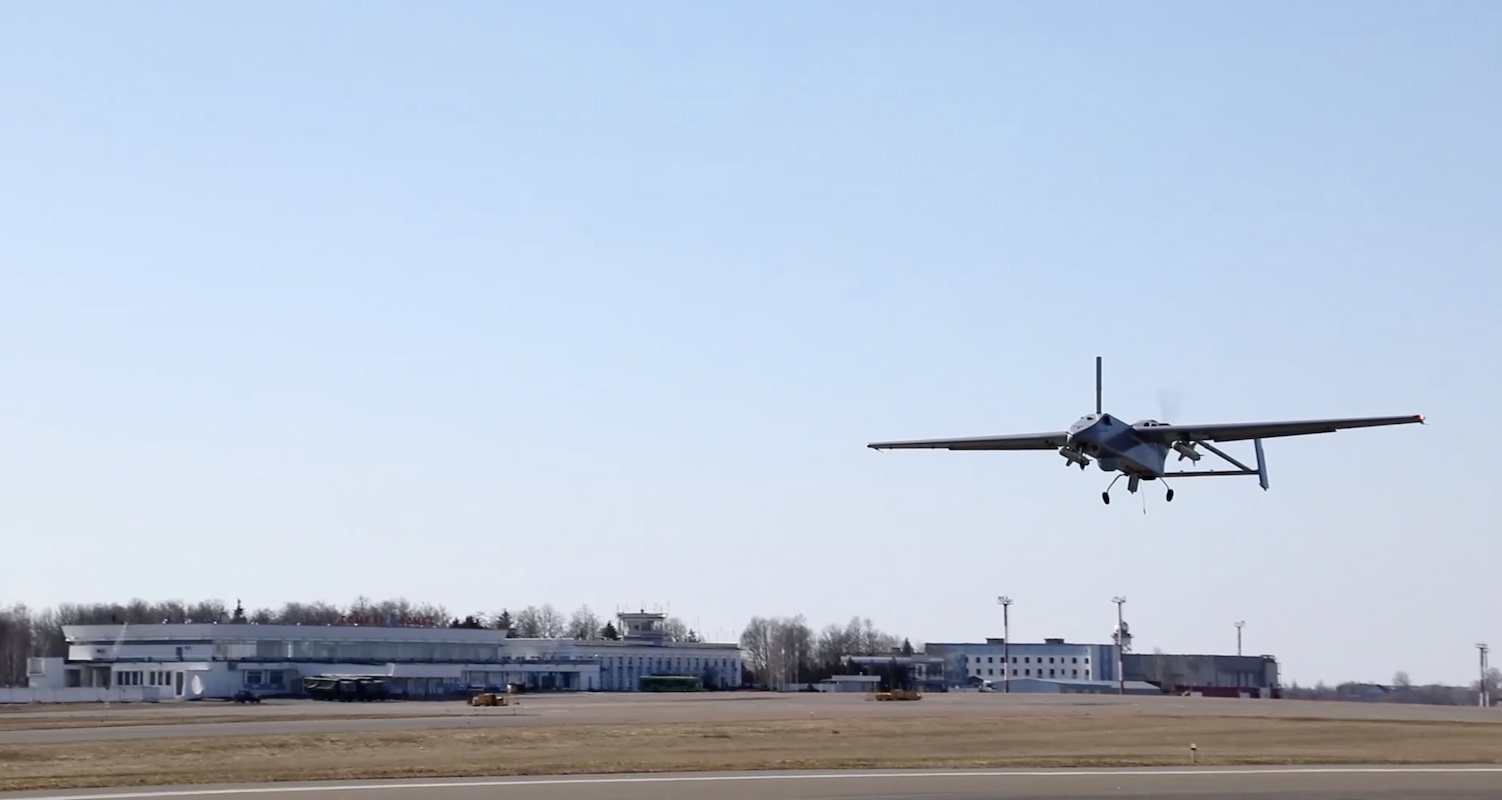
Une vodéo russe de mars 2022.

Lors de l'invasion russe de l'Ukraine en 2022, l'armée russe y déploie des forces sur l'aéroport.

## Situation
| Minsk-2 Orcha Brest Homiel · Gomel Hrodna · Grodno Mahiliow · Moguilev Zyabrovka Lida Baranavitchy Borovitsy Matchoulichtchi Chtchoutchyn |